# Pterostylis pyramidalis
Pterostylis pyramidalis là một loài thực vật có hoa trong họ Lan. Loài này được Lindl. miêu tả khoa học đầu tiên năm 1840.

## Hình ảnh

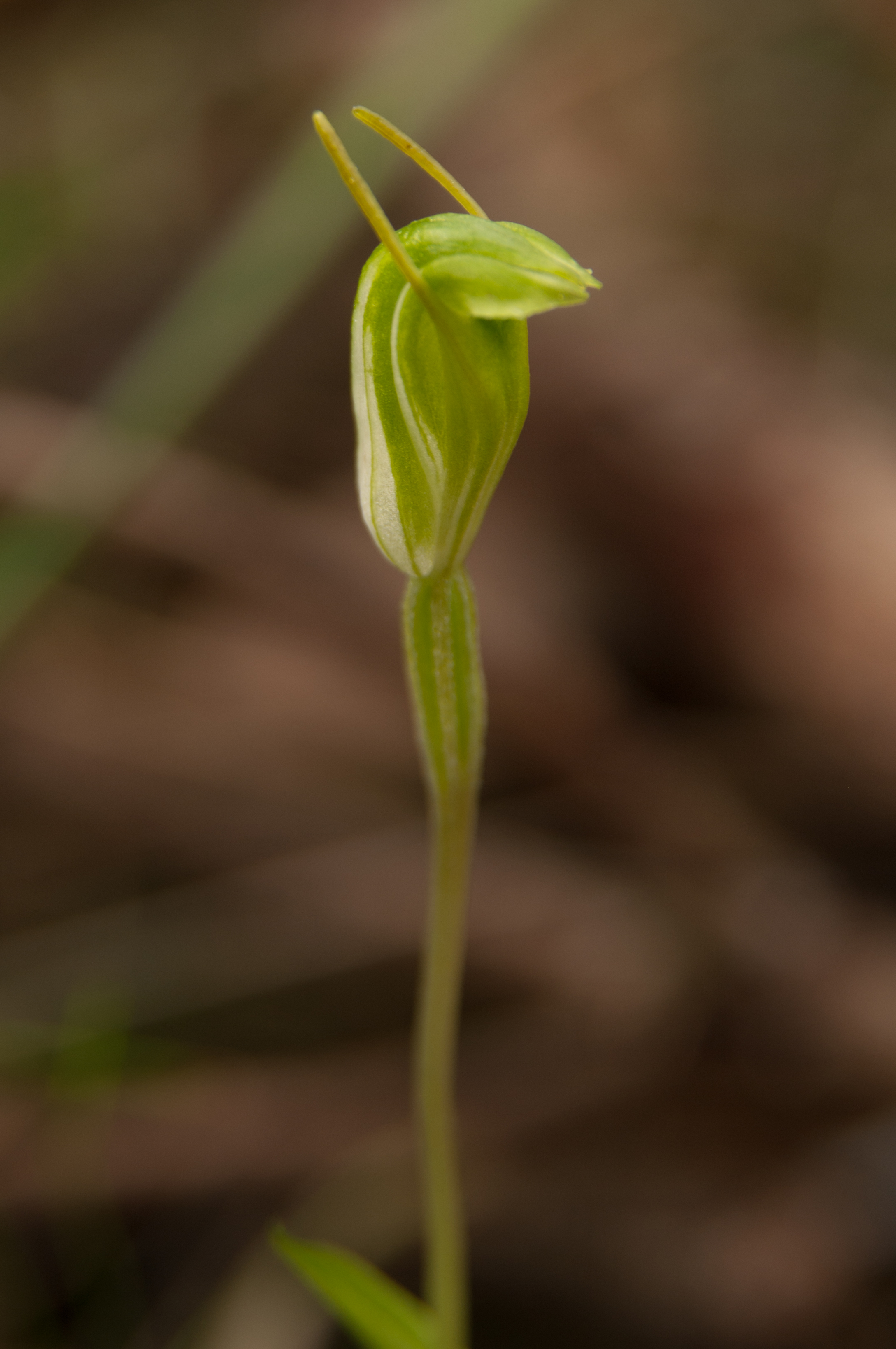